# Moritzoppia punctata
Moritzoppia punctata är en kvalsterart som först beskrevs av Mihelcic 1958.  Moritzoppia punctata ingår i släktet Moritzoppia och familjen Oppiidae. Inga underarter finns listade i Catalogue of Life.